# Amazon Eve
Pour les articles homonymes, voir Ève (homonymie).
Erika Ervin (née le 23 février 1979,), connue professionnellement sous le nom d'Amazon Eve, est une mannequin, coach sportive et actrice américaine. Elle apparaît en couverture du magazine australien Zoo Weekly (en),, et joue un personnage récurrent dans American Horror Story: Freak Show et dans American Horror Story: Apocalypse. Avec sa taille de 2,03 m (6′ 8″),,,,, les journalistes l'appellent « la plus grande mannequin du monde »,.

## Jeunesse
Ervin est née à Turlock en Californie et à l'âge de 14 ans, elle fait 1,69 m (5′ 7″). Ervin fréquente une université dans la région de la baie de Californie et étudie les arts du théâtre et la gestion d'entreprise,. 
Sa mère infirmière meurt du Syndrome d'immunodéficience acquise après s'être infectée accidentellement avec une aiguille contaminée. Lorsqu'elle fait son coming-out trans à sa famille, cette dernière la rejette. 

## Carrière
Ervin se risque dans le métier d'actrice mais finit par abandonner l'idée car on ne lui propose que des rôles d'extraterrestre ou de monstre. Plus tard, elle étudie le droit et la physiologie. Fatiguée de la vie de bureau qu’elle mène et insatisfaite de son poids, elle se joint à un club de gym mais se bat pour obtenir un physique taille 0, ce qui manque de la tuer. 
Dans l'édition de septembre 2013 de Harper's Bazaar, Carine Roitfeld, ancienne rédactrice en chef de Vogue Paris, écrit un article intitulé « Singular Beauties » avec des photographies de Karl Lagerfeld. L'article comprend 25 modèles et est « un hommage à la diversité des femmes ». Parmi les modèles figurent Scarlett Johansson, Carmen Dell'Orefice (82 ans), Gabourey Sidibe et Ervin, jumelée avec la mannequin d'1,8 m (5′ 11″), la chinoise Xiao Wen Ju. Il existe également une vidéo sur la création de l'article dans laquelle apparaissent Xiao Wen et Ervin. Elle défile aussi pour plusieurs grandes marques notamment lors de la Fashion Week de Milan. 
En 2014, elle est castée par Ryan Murphy pour jouer, dans la saison 4 d'American Horror Story nommée Freak Show, le rôle d'Amazon Eve, la femme la plus grande du monde. L'annonce parlant d'un homme devant s'habiller en femme, elle auditionne en tant qu'homme, cachant sa poitrine et prenant une voix plus grave qu'habituellement. La même année, elle avoue dans une interview qu'elle a été virée du casting d'une série télévisée lorsque les producteurs ont découvert qu'elle est une femme trans. 
Elle est de nouveau à l'affiche d'une saison d'American Horror Story en 2018, Apocalypse, dans le rôle de The Fist.

## Vie privée
Ervin subit une opération de réattribution sexuelle en 2004. Elle avoue dans une interview en 2014 que c'est l'acteur Bill Skarsgård avec qui elle joue dans Hemlock Grove en 2013 qui la convainc de faire son coming-out trans. 
En 2011, elle est considérée par le Guinness World Records comme la plus grande mannequin au monde,. 

## Filmographie

### Film
| Année | Titre                            | Remarque      |
| ----- | -------------------------------- | ------------- |
| 2011  | Google Maps is Watching You      | Court-métrage |
| 2017  | Whitney's Wedding                | Court-métrage |
| 2017  | Falling South                    | Court-métrage |
| 2018  | Chimera                          |               |
| 2018  | Dead Squad: Temple of the Undead |               |

### Télévision
| Année     | Titre                             | Rôle            | Remarques               |
| --------- | --------------------------------- | --------------- | ----------------------- |
| 2013      | Family Tools                      | Cliente         | Épisode : "Pilote"      |
| 2013      | Hemlock Grove                     | Shelley Godfrey | 5 épisodes              |
| 2014-2015 | American Horror Story: Freak Show | Amazon Eve      | 13 épisodes             |
| 2018      | Marvel: Les Agents du SHIELD      | Lady Karaba     | Épisode : "Fun & Games" |
| 2018      | American Horror Story: Apocalypse | La Poigne       | 3 épisodes              |